# Campeonato Europeu de Futebol Sub-17 de 2014
O Campeonato Europeu de Futebol Sub-17 de 2014 foi a 13ª edição da competição organizada pela UEFA para jogadores com até 17 anos de idade. O evento  foi realizado na Malta de 9 a 21 de maio.

## Eliminatórias

### Equipes classificadas
| País          | Método de qualificação | Melhor classificação  |
| ------------- | ---------------------- | --------------------- |
| Malta         | Anfitrião              | Estreante             |
| Suíça         | Vencedor Grupo 1       | Campeão (2002)        |
| Turquia       | Vencedor Grupo 2       | Campeão (2005)        |
| Países Baixos | Vencedor Grupo 3       | Campeão (2011, 2012)  |
| Inglaterra    | Vencedor Grupo 4       | Campeão (2010)        |
| Alemanha      | Vencedor Grupo 5       | Campeão (2009)        |
| Escócia       | Vencedor Grupo 6       | Fase de grupos (2008) |
| Portugal      | Vencedor Grupo 7       | Campeão (2003)        |

## Árbitros
| Árbitros - MNE Nikola Dabanović - AUT Alexander Harkam - SWE Andreas Ekberg - LVA Aleksandrs Anufrijevs - BEL Jonathan Lardot - AZE Aliyar Aghayev | Árbitros assistentes - HUN István Albert - LTU Audrius Jagintavičius - NOR Dag-Roger Nebben - ARM Mesrop Ghazaryan - ISR David Elias Biton - UKR Oleksandr Korniyko - SVN Jure Praprotnik - GEO David Chigogidze | Quartos árbitros - MLT Clayton Pisani - MLT Alan Mario Sant |

## Fase de grupos

### Grupo A
| Pos. | Seleção       | P | J | V | E | D | GP | GC | SG  |
| ---- | ------------- | - | - | - | - | - | -- | -- | --- |
| 1    | Países Baixos | 9 | 3 | 3 | 0 | 0 | 10 | 5  | +5  |
| 2    | Inglaterra    | 6 | 3 | 2 | 0 | 1 | 7  | 3  | +4  |
| 3    | Turquia       | 3 | 3 | 1 | 0 | 2 | 7  | 7  | 0   |
| 4    | Malta         | 0 | 3 | 0 | 0 | 3 | 2  | 10 | –10 |

| 9 de maio | Países Baixos                                  | 3 – 2     | Turquia              | Ta' Qali National Stadium, Ta' Qali          |
| 11:00     | Verdonk 54' (pen) · Nouri 69' · Ould-Chikh 75' | Relatório | Ünal 43' · Aktay 79' | Público: 3 947 Árbitro: MNE Nikola Dabanović |

| 9 de maio | Malta | 0 – 3     | Inglaterra                       | Ta' Qali National Stadium, Ta' Qali               |
| 18:00     |       | Relatório | Roberts 15', 48' · Armstrong 25' | Público: 7 015 Árbitro: LVA Aleksandrs Anufrijevs |

| 12 de maio | Inglaterra                                   | 4 – 1     | Turquia  | Gozo Stadium, Gozo                          |
| 11:15      | Solanke 22', 49' · Kenny 58' · Armstrong 64' | Relatório | Ünal 16' | Público: 1 631 Árbitro: BEL Jonathan Lardot |

| 12 de maio | Malta                     | 2 – 5     | Países Baixos                              | Gozo Stadium, Gozo                         |
| 15:15      | Mbong 37' · Friggieri 64' | Relatório | Schuurman 5', 27', 42' · Bergwijn 13', 69' | Público: 1 145 Árbitro: AZE Aliyar Aghayev |

| 15 de maio | Turquia                         | 4 – 0     | Malta | Ta' Qali National Stadium, Ta' Qali         |
| 11:00      | Alıcı 43', 58' · Aktay 70', 76' | Relatório |       | Público: 8 129 Árbitro: BEL Jonathan Lardot |

| 15 de maio | Inglaterra | 0 – 2     | Países Baixos                  | Hibernians Stadium, Paola                    |
| 11:00      |            | Relatório | Verdonk 45' · Van der Moot 68' | Público: 1 240 Árbitro: AUT Alexander Harkam |

### Grupo B
| Pos. | Seleção  | P | J | V | E | D | GP | GC | SG |
| ---- | -------- | - | - | - | - | - | -- | -- | -- |
| 1    | Portugal | 9 | 3 | 3 | 0 | 0 | 4  | 0  | +4 |
| 2    | Escócia  | 6 | 3 | 2 | 0 | 1 | 4  | 3  | +1 |
| 3    | Alemanha | 1 | 3 | 0 | 1 | 2 | 1  | 3  | –2 |
| 4    | Suíça    | 1 | 3 | 0 | 1 | 2 | 2  | 5  | –3 |

| 9 de maio | Alemanha     | 1 – 1     | Suíça     | Gozo Stadium, Gozo                           |
| 11:15     | Henrichs 58' | Relatório | Babic 72' | Público: 1 448 Árbitro: AUT Alexander Harkam |

| 9 de maio | Escócia | 0 – 2     | Portugal                           | Gozo Stadium, Gozo                       |
| 15:15     |         | Relatório | Renato Sanches 18' · Luís Mata 78' | Público: 341 Árbitro: SWE Andreas Ekberg |

| 12 de maio | Suíça | 0 – 1     | Portugal      | Hibernians Stadium, Paola                    |
| 11:00      |       | Relatório | Luís Mata 54' | Público: 2 563 Árbitro: MNE Nikola Dabanović |

| 12 de maio | Alemanha | 0 – 1     | Escócia    | Hibernians Stadium, Paola                         |
| 18:00      |          | Relatório | Wright 41' | Público: 1 206 Árbitro: LVA Aleksandrs Anufrijevs |

| 15 de maio | Portugal            | 1 – 0     | Alemanha | Ta' Qali National Stadium, Ta' Qali        |
| 18:00      | Pedro Rodrigues 51' | Relatório |          | Público: 1 172 Árbitro: SWE Andreas Ekberg |

| 15 de maio | Suíça       | 1 – 3     | Escócia                                 | Hibernians Stadium, Paola                |
| 18:00      | Oberlin 20' | Relatório | Wighton 45' · Sheppard 56' · Hardie 63' | Público: 514 Árbitro: AZE Aliyar Aghayev |

## Fase final
|  | Semifinal             | Semifinal  |       |  | Final                 | Final |  |
|  |                       |            |       |  |                       |       |  |
|  | 18 de maio – Ta' Qali |            |       |  |                       |       |  |
|  | Países Baixos         | 5          |       |  |                       |       |  |
|  | Escócia               | 0          |       |  |                       |       |  |
|  |                       |            |       |  |                       |       |  |
|  |                       |            |       |  | 21 de maio – Ta' Qali |       |  |
|  |                       |            |       |  | Países Baixos         | 1 (1) |  |
|  |                       | Inglaterra | 1 (4) |  |                       |       |  |
|  |                       |            |       |  |                       |       |  |
|  |                       |            |       |  |                       |       |  |
|  |                       |            |       |  |                       |       |  |
|  | 18 de maio – Ta' Qali |            |       |  |                       |       |  |
|  | Portugal              | 0          |       |  |                       |       |  |
|  | Inglaterra            | 2          |       |  |                       |       |  |

### Semifinais
| 18 de maio | Portugal | 0 – 2     | Inglaterra                | Ta' Qali National Stadium, Ta' Qali          |
| 17:45      |          | Relatório | Solanke 52' · Roberts 74' | Público: 2 107 Árbitro: AUT Alexander Harkam |

| 18 de maio | Países Baixos                                                                   | 5 – 0     | Escócia | Ta' Qali National Stadium, Ta' Qali       |
| 20:45      | Verdonk 35' (pen) · Nouri 38' · Bergwijn 57' · Owobowale 59' · Van der Moot 73' | Relatório |         | Público: 508 Árbitro: BEL Jonathan Lardot |

### Final
| 21 de maio | Países Baixos | 1 – 1     | Inglaterra  | Ta' Qali National Stadium, Ta' Qali        |
| 19:00      | Schuurman 40' | Relatório | Solanke 25' | Público: 9 422 Árbitro: SWE Andreas Ekberg |

|                                |       | Penalidades              |  |
| Van der Moot Schuurman Verdonk | 1 – 4 | Ledson Moore Cooke Kenny |  |

## Premiação
| Campeonato Europeu Sub-17 de 2014 |
| Inglaterra                        |
| --------------------------------- |
| INGLATERRA Campeão (2º título)    |

| Jogador de Ouro     | Jogador de Ouro | Jogador de Ouro |
| ------------------- | --------------- | --------------- |
| NED Steven Bergwijn |                 |                 |

### Equipe do torneio
| Posição    | Jogador            | Seleção       |
| ---------- | ------------------ | ------------- |
| Goleiros   | Yanick van Osch    | Países Baixos |
| Goleiros   | Gregor Kobel       | Suíça         |
| Defensores | Jonjoe Kenny       | Inglaterra    |
| Defensores | Tafari Moore       | Inglaterra    |
| Defensores | Calvin Verdonk     | Países Baixos |
| Defensores | Joe Gomez          | Inglaterra    |
| Defensores | Francisco Ferreira | Portugal      |
| Defensores | Lukas Boeder       | Alemanha      |
| Meias      | Ryan Ledson        | Inglaterra    |
| Meias      | Rúben Neves        | Portugal      |
| Meias      | Aidan Nesbitt      | Escócia       |
| Meias      | Jari Schuurman     | Países Baixos |
| Meias      | Renato Sanches     | Portugal      |
| Meias      | Dimitri Oberlin    | Suíça         |
| Atacantes  | Steven Bergwijn    | Países Baixos |
| Atacantes  | Enes Ünal          | Turquia       |
| Atacantes  | Xande Silva        | Portugal      |
| Atacantes  | Patrick Roberts    | Inglaterra    |

Fonte:

## Estatísticas

### Artilharia
4 gols
- Dominic Solanke
- Jari Schuurman

3 gols
| - Patrick Roberts | - Calvin Verdonk - Steven Bergwijn | - Fatih Aktay |

2 gols
| - Adam Armstrong | - Abdelhak Nouri - Dani van der Moot | - Luís Mata - Enes Ünal |

1 gol
| - Jonjoe Kenny - Benjamin Henrichs - Aidan Friggieri - Joseph Mbong - Bilal Ould-Chikh | - Segun Owobowale - Pedro Rodrigues - Renato Sanches - Ryan Hardie - Jake Sheppard | - Craig Wighton - Scott Wright - Boris Babic - Dimitri Oberlin - Hayrullah Alici |